# فيليكس نوغويرا
فيليكس نوغويرا (بالإسبانية: Félix Noguera)‏ (31 مارس 1987 في كولومبيا - ) هو لاعب كرة قدم كولومبي في مركز الدفاع. لعب مع أتلتيكو جونيور.

## وصلات خارجية
- فيليكس نوغويرا على موقع قاعدة بيانات كرة القدم.إي يو (الإنجليزية)
- فيليكس نوغويرا على موقع Soccerway.com (الإنجليزية)
- فيليكس نوغويرا على موقع AS.com (الإسبانية)